# Боло (район)
Бо́ло (індонез. Bolo) — один з 18 районів округу Біма провінції Західна Південно-Східна Нуса у складі Індонезії. Розташований у центрально-західній частині. Адміністративний центр — село Рато.
Населення — 45539 осіб (2013; 45136 в 2012, 44259 в 2010).

## Адміністративний поділ
До складу району входять 1 селище та 11 сіл:
| Населений пункт | Населення, осіб (2010) |
| --------------- | ---------------------- |
| Бонтокапе, село | 4440                   |
| Кананга, село   | 3514                   |
| Леу, село       | 4009                   |
| Нггембе, село   | 2771                   |
| Рада, село      | 2489                   |
| Расабоу, село   | 4308                   |
| Рато, село      | 5864                   |
| Сондосья, село  | 2413                   |
| Саноло, село    | 3241                   |
| Тамбе, село     | 5819                   |
| Тіму, село      | 3084                   |
| Тумпу, село     | 2307                   |